# Laura Dreyfuss
Laura Catherine Dreyfuss (New Jersey, 22 agosto 1988) è un'attrice e cantante statunitense, nota per i suoi ruoli come Zoe Murphy nel musical di Broadway Dear Evan Hansen, Madison McCarthy nella serie Fox Glee e McAfee Westbrook nella serie Netflix The Politician.

## Biografia
Dreyfuss ha conseguito un BFA in teatro musicale al Conservatorio di Boston. Dreyfuss era stata precedentemente scelta per far parte del cast del revival a Broadway di Hair, poi è stata una sostituta per il personaggio principale nel musical Once.
Dreyfuss ha interpretato per prima il ruolo di Zoe Murphy, l'interesse amoroso del protagonista, Evan Hansen, nel musical di Broadway Dear Evan Hansen, dopo aver già recitato nelle produzioni dell'Arena Stage e del Second Stage Theatre. Il 12 luglio 2018 è stato comunicato che Dreyfuss avrebbe lasciato Dear Evan Hansen, e che la sua ultima performance sarebbe stata quella del 15 luglio 2018. Il 16 luglio 2018 è stato annunciato che Dreyfuss avrebbe preso parte nella serie Netflix di Ryan Murphy The Politician come personaggio regolare. Il 26 luglio 2018, Dreyfuss ha pubblicato il suo singolo di debutto "Be Great" con il nome d'arte Loladre.

## Filmografia

### Cinema
- After Party, regia di Amos Posner (2017)
- Voyagers, regia di Neil Burger (2021)

### Televisione
- Glee - serie TV, 11 episodi (2015)
- The Marvellous Mrs. Maisel - serie TV, 2 episodi (2018)
- The Politician - serie TV, 15 episodi (2019-2020)

## Teatro
- Hair, libretto di James Rado, colonna sonora di Galt MacDermot, testi di Gerome Ragni, regia di Diane Paulus. Tour statunitense (2010) e St. James Theatre di Broadway (2011)
- Once, libretto di Enda Walsh, colonna sonora di Glen Hansard e Markéta Irglová, regia di John Tiffany. Bernard B. Jacobs Theatre di Broadway (2012-2013)
- What's It All About? Bacharach Reimagined, libretto di Kyle Riabko e David Lane Seltzer, colonna sonora di Burt Bacharach, testi di Hal David, regia di Steven Hoggett. New York Theatre Workshop dell'Off Broadway (2013-2014)
- Dear Evan Hansen, libretto di Steven Levenson, colonna sonora di Pasek & Paul, regia di Michael Greif. Arena Stage di Washington (2016), Second Stage dell'Off Broadway (2016), Music Box Theatre di Broadway (2016-2018)

## Riconoscimenti
- Grammy Award
  - 2018 – Miglior album di un musical teatrale per Dear Evan Hansen
- Premio Daytime Emmy
  - 2018 – Miglior performance musicale in un programma giornaliero per The Today Show (Dear Evan Hansen)

## Doppiatrici italiane
- Letizia Ciampa in Glee.
- Vittoria Bartolomei in The Politician.